# سوریر اینگی اینگاسون
سوریر اینگی اینگاسون (ایسلندی: Sverrir Ingi Ingason؛ زادهٔ ۵ اوت ۱۹۹۳) بازیکن فوتبال اهل ایسلند است.
از باشگاه‌هایی که در آن بازی کرده‌است می‌توان به بریدابلیک، واکینگ، گرانادا و روستوف اشاره کرد.
وی همچنین در تیم ملی فوتبال ایسلند بازی کرده‌است.